# Algériai polgárháború
Az algériai polgárháború (arabul: الْحَرْبُ الْأَهْلِيَّةُ الجَزَائِرِيَّةُ, franciául nevezik décennie noire-nak, vagyis fekete évtized-nek vagy décennie du terrorisme-nak, azaz a terrorizmus évtized-ének) 1991 és 2002 között az észak-afrikai Algériában tomboló belső fegyveres konfliktus, amely bizonyos mértékig kihatott Európára (elsősorban Franciaországra). Ez a polgárháború a hidegháború utáni időszak egyik legvéresebb konfliktusa, mely hírhedté vált brutalitásáról: a becslések szerint 150 ezer főt is meghaladó halottja volt a több mint egy évtizedig tartó erőszaknak.
A háborúban elsősorban iszlamista frakciók, azok szélsőséges ágai harcoltak a kormány és olykor egymás ellen is. Ezzel szemben az algériai polgárháború nem volt a hagyományos értelemben vehető katonai konfliktus, mert sokkal jellemzőbbek voltak a terrorista támadások, a civil lakosság (különösen a berber etnikumú lakosság) körében művelt népirtások és más kegyetlenkedések. Az egyik hadviselő félnek, az Algériai Iszlamista Hadseregnek (röviden GIA) az értelmetlen brutalitása, amelynek elszenvedői a berberek és a muzulmán algériai civil lakosság voltak, oly mértékben elfajult, hogy azt még a csoportot támogató Al-Káida terrorszervezet is megsokkalta, ezért az Iszlamista Hadsereg megszakította kapcsolatait az Al-Káidával is.
A polgárháború alatt mindegyik fél hallatlan kegyetlenségről tett tanúbizonyságot. A kormányzat az ellenzékkel szemben, míg az ellenzéki erők a kormányt támogatók és a civil lakosság, illetve a berber kisebbség ellen elkövetett atrocitások és gyilkosságok tekintetében nem válogattak az eszközökben. Közel húszezer ember rejtélyes eltűnését tulajdonítják az algériai állami titkosszolgálatnak, a DRS-nek, akiket feltehetően a szolgálat meggyilkolt. Idővel az algériai polgárháború olyan infernális mélységekbe süllyedt, hogy szinte mindenki célponttá vált, s gyakorlatilag már senki sem lehetett biztonságban.
Az algériai polgárháború még mindig rengeteg kérdést vett fel, amelynek oka a számos bizonytalan állítás vagy a szándékosan eltúlzott, eltorzított, esetleg elhallgatott információ. Szerepet játsszanak ebben azok a külföldi vélemények, amelyek leggyakrabban az algíri kormányt okolták a bajokért, míg az az iszlamistákkal kapcsolatos állításokat eltúlzottnak tartották. Ugyanakkor a kormány minden fegyveres támadásért vagy terrorista merényletért és a mészárlásokért a vele szembenálló erőket tette felelőssé, akiket kivétel nélkül terroristának nevezett. Erre alapozva pedig mindegyik fél csak az erőszakot tekintette egyetlen lehetséges válaszként.
A polgárháború miatt Algéria távolmaradt az öbölháborútól is. Még számos arab ország Kuvait megszállása miatt Szaddám Huszein ellen állt ki és fegyveresen segítette az Amerikai Egyesült Államok vezette koalíciót, addig az algíri kormány ugyanezt nem tette meg, mert a polgárháború előestéjén az iszlamista frakciók által feltüzelt tömegek nyíltan kifejezték az Irak melletti szimpátiájukat, s erősödött az országban a nyugatellenesség, így a kormánynak mindenképp óvatosan kellett kezelnie a kérdést. Ez viszont rögvest maga után vonta Szaúd-Arábia és Algéria kapcsolatának megromlását is.
A harcok nem érintették Algéria azon területeit, ahol az ország fő devizaforrását jelentő kőolajkitermelés folyt, ezért az algériai olajexportot a polgárháború nem zavarta meg.

## Előzmények
Az ország függetlenségét kiharcoló Nemzeti Felszabadítási Front (röviden FLN) az algériai függetlenségi háborút követően közel három évtizedig egymaga irányította Algériát. Ideológiája a szocializmus és az arab nacionalizmus elemeit ötvözte. Algériában egypártrendszer volt, az ipart és a mezőgazdaságot többnyire államosították. Az FLN jelentősen épített az iszlám vallásra, de a gyakorlatban Algéria egy szekuláris állam volt, amely távol állt Irán vagy Szaúd-Arábia berendezkedésétől.
A függetlenség első éveiben az Algériát irányító FLN-en belül megosztottság mutatkozott, amely 1965-ben puccshoz is vezetett. A gazdag szénhidrogénkészletek nyújtotta lehetőségekkel jelentős fejlesztések és nagy beruházások történtek, de korántsem mellékesen az állampárt a bevételeket a saját vagyonaként kezelte és virágzott a korrupció. 1986-ra azonban a gazdasági növekedés megtorpant az olajár-csökkenés következtében és az algériai gazdaság az 1990-es évek elejére súlyos válságba került. A munkanélküliségi ráta 20% fölé emelkedett és elemzők szerint néhány éven belül elérhette akár a 31%-ot is. Ráadásul csökkent a kormány fizetőképessége a szociális kiadásokra és egyéb állami támogatásokra, így munkanélküli segélyekre se futotta.
A problémák gyökere az 1960-as és 1970-es évekre vezethető vissza, az algériai népesség dinamikus növekedésének kezdetéhez. A gazdasági fejlettség a népességszám emelkedéséhez nem tudott megfelelően igazodni, s főként a városokban csökkentek a munkahelyi, lakhatási, élelmezési és infrastrukturális lehetőségek, mivel a korrupt katonai és pártnomenklatura nem megfelelően kezelte a szociális kérdéseket.
Az ekkorra már érzékelhető klímaváltozás Algériában is megtette a hatását, ugyanis a lakosságszám növekedése mellett nőttek a környezeti problémák, mint pl. az elsivatagosodás, s az országnak növelnie kellett az élelmiszerbehozatalt is.
Az FLN óvatos változtatásokkal próbált úrrá lenni a válságon, pl. a többpártrendszer engedélyezésével vagy a gazdaság liberalizálásával. Az algériai politikai életben viszont már az 1980-as évektől olyan változások történtek, amelyek élesen elkülönülő irányvonalak kialakulását eredményezték. Egyrészt ott volt az a szekuláris értelmiségi réteg és az őket támogató néptömeg, amely az európai típusú társadalmi rend fenntartását akarta Algériában, viszont fel akarta számolni az FLN diktatórikus, korrupt és bürokratikus uralmát. A másik oldalon létrejött egy, az elszegényedett és a társadalom legszélére szorult réteg támogatását nagyban élvező oldal, amely az iszlám valláshoz történő minél erőteljesebb visszatérést sürgette és még az iráni példához képest is radikálisabb fordulatot akart Algériában, amelynek véleményük szerint meg kell „tisztulnia” mindenféle nyugati befolyástól.
Az iszlamista politikai ideológia olyan gyorsan nyert teret Algériában, melyre az FLN kormány döbbenetében képtelen volt érdemi választ adni. A radikális nézetek nemcsak a mecsetek útján, de az újonnan létrejövő és nagyszámú vallási iskolának köszönhetően is futótűzként terjedtek (különösképpen a szalafizmus). Az ideológusok buzgón szorgalmazták Algériának egy iráni mintára történő iszlám köztársasággá való átszervezését és a szaría bevezetését a törvénykezésbe.

### Az algériaiFekete október
1988. október 4-én az összes nagyobb algériai városban tüntetések kezdődtek, melyek rövidesen egy hatnapos zavargásba torkollottak. A tüntetők követelték elsőként a szociális-gazdasági helyzet javítását, mivel ország számára jelentős bevételi forrást jelentő kőolaj árának folyamatos csökkenésének fényében nyilvánvaló lett, hogy a gazdasági visszaesés is ennek tudható be és a gazdasági fejlődésnek nincsen nyilvánvaló jele, amely rengeteg munkaképes, de állással és tartós jövedelemmel nem rendelkező fiatalt sújt Algériában.
Második követelésük között szerepelt a többi frakció (iszlamisták, szélsőbaloldaliak) és a berber kisebbség képviseltetése az országgyűlésben. A harmadik követelés természetesen az FLN uralmon levő teljes elitjének a távozása volt.
Válaszul az algíri kormány erővel lépett fel a demonstrálókkal szemben. A rendfenntartó erőket és a polgári közigazgatást katonai ellenőrzés alá vonták, sőt a rendőrakadémián is fogságba vetettek, sőt megkínoztak kadétokat, akiket megbízhatatlannak véltek. Október 6-án szükségállapotot hirdettek az országban és éjféltől reggel hat óráig tartó kijárási tilalmat vezettek be, amit október 8-tól már este 8 órai kezdetben szabtak meg, mire a tüntetők az izraeli hatóságoknak a palesztinokkal szemben visszaéléseit kezdték emlegetni és az algériai megmozdulásokat az intifádához hasonlították.
Ekkor került a középpontba Ali Benhadzs iszlamista szónok, aki az elmúlt években tömegeket mozgatott meg karizmatikus beszédjeivel. Az általa vezetett október 9-i megmozdulást a rendfenntartó erők véresen leverték, s közel 30-an vesztették életüket. Több elfogott tüntetőt szörnyű kínzásoknak vetettek alá, amelybe beletartozott az elektrosokkal történő bántalmazás és a csonkítás is.
Október 10-én a hadsereg, a rendőrség és a titkosszolgálat erői elfojtották a megmozdulásokat. A fekete október eredménye 500 halott, 1000 sebesült és mintegy 15 ezer börtönbe vetett személy lett. A kormány hivatalos álláspontja ezzel szemben csak 159 halottról és 154 sebesültről szólt.

### Reformkísérletek
Az októberi tüntetések leverése ellenére az FLN-t újból belső hatalmi harc kezdte sújtani, ugyanakkor még jobban megerősödtek az algíri kormánnyal szembeni belső és külső kritikai hangok. Sadli Bendzsedid reformokat, demokratizálódást valamint alapvető politikai és intézményi változásokat ígért.
A fekete októbert követő egy hónapban Bendzsedid valóban hozott átfogó változtatásokat a politikában, a gazdaságban és az oktatásban. Ezenkívül november 3-ára egy népszavazást is kiírtak, amely az 1976 óta hatályban lévő alkotmány felülvizsgálatát tűzte ki célul.
A szavazást követően, 1989-ben új alkotmányt vezettek be, hivatalosan is engedélyezve a többpártrendszert, továbbá nyitottá tették az országot a külföldi befektetők előtt. Megegyezés született ezenkívül egy újabb, 1990-ben tartandó országgyűlési választásról is, amely sokak reménye szerint Algéria teljes demokratizálódását jelentette volna.

### Az 1990-es és 1991-es népszavazások, és azok kudarca
Az 1988-as fekete október során minden ellenzéki frakció képviseltette magát a megmozdulásokon, de kiviláglott szervezetlenségük, belső megosztottságuk és nem utolsósorban gyökeresen eltérő ideológiai irányultságuk. Ez rámutatott arra, hogy sem önmagukban, sem pedig közösen nem képesek Algéria irányítására, mivel a néptömegek sem egyenlő arányban támogatták őket.
1989. február 18-án megalakult az iszlamista elkötelezettségűeket tömörítő FIS, az Iszlám Üdvfront, ami jelentős mértékben támaszkodott szegény és nincstelen városi fiatalságra. Azonban a párt belsőleg megosztott volt, noha alapvetően Algéria teljes iszlamizációját és arabosítását tűzte ki célul. Reformista ága, amely nem volt túlzottan radikális, hajlott a más pártokkal történő együttműködésre. Viszont voltak olyan ultraszélsőséges ágai az Üdvfrontnak, amelyek nem riadtak vissza a fegyveres erőszak alkalmazásától és korlátlan hatalomra törtek. Ezek nemcsak az FLN-t és a többi ellenzéki pártot tekintették ellenségüknek, de az iszlám vallást az arab nyelvvel és arab nemzetiséggel azonosították, következésképpen eretneknek, hitetlennek és ellenségnek tekintették a muszlim vallású algériai berbereket, a kabilokat is. Ezek a szélsőséges szárnyak elvakult francia- és Nyugat-gyűlölők is voltak, ezért maguk ellen fordították a frankofón algériai középosztályt. A kabilok a berberfóbiájuk miatt pedig már inkább elfogadhatóbbnak tartották az FLN uralmát, amely a diktatúrája ellenére türelmes volt a más nemzetiségűekkel szemben.
A Benhadzs melletti másik karizmatikus iszlamista vezető, Abasszi Madani nyíltan kijelentette, hogy nem támogatja a demokratikus berendezkedést. Úgy fogalmazott, hogy a demokrácia ellentmond az iszlámnak, a szaríának és minden szent tanításnak, valamint azok értékeinek. Benhadzs is kijelentette, hogy Algériában nem érvényesülhet a demokrácia, mert a hatalom forrása Isten és a Korán, nem pedig a nép. Ha az emberek Isten törvényei ellen szavaznak, az egyet jelent az istenkáromlással. Az ilyen emberek Benhadzs szerint méltók a halálra, mert saját hatalmukat akarják érvényesíteni Isten hatalmával szemben. Benhadzs szerint végezni kell azokkal is, akiket a mérgezett francia tejen táplálkoztak, utalva itt a frankofón középosztályra.
A FIS ugyanakkor nemcsak hatékony retorikával, de humanitárius tevékenységével is meg tudta magának nyerni a tömegeket, így például sokat tett a tipázai földrengés áldozatainak megsegítésére.
Az FLN viszont nem volt hajlandó lemondani az addig birtokolt vezető pozíciókról, míg a hadsereg vezetését az iszlamisták megerősödése aggasztotta, tartva attól, hogy hatalomváltás esetén lecserélik a teljes apparátust.
Az 1990. június 12-i választáson az Üdvfront 47,3%-kal (más források szerint 54%-kal) aratott győzelmet, míg az FLN a szavazatok 24%-át kapta. A kormány ezért új választások kiírása mellett döntött, amelyeket decemberben akartak megtartani.
A FIS támogatottsága nagy volt a városokban és különösen humanitárius munkájáért valamint erényességéért sokan dicsérték, azonban a középosztályt riasztotta, hogy még a kevésbé radikális szárny kötelezővé akarja tenni a nők számára a fátyol viselését, valamint be akar zárattni italméréseket, videókölcsönzőket és más, nem iszlám intézményeket, sőt nemi szegregációt akart bevezetni olyan helyeken, mint a fürdők.
A FIS legodaadóbb hívei már jóval a választási eredmények kihirdetése előtt nyugtalanságot okoztak az országban olyan manőverekkel, mint például azon parabolaantennák eltávolítása a városi háztartásokból, amelyekkel európai csatornákat fogtak az emberek és csak azokat hagyták meg, amelyekkel pl. a szaúdi televízió adásait lehetett elérni.
A FIS arabosítási terveivel olyan újgenerációs algériai fiatalokat nyert meg magának, akik az otthoni környezetben már nem hallottak francia szót, mint az idősebb algériaiak, ezért a francia nyelvet használó felsőfokú oktatási intézményekben hátránnyal indultak.
1991 januárjában újabb tüntetések voltak Algériában Szaddám Huszein és Irak mellett. Benhadzs vezetésével az egyik demonstráció a védelmi minisztérium előtt zajlott, ahol a szónok követelte, hogy Algéria küldjön önkéntesekből álló katonai segítséget Iraknak. A hadsereg ezt a katonai hierarchia és kohézió közvetlen megsértésének tekintette.
1991 májusában napvilágot látott a választókerületek átrendezéséről szóló tervezet, ezért a FIS sztrájkra szólította fel az embereket. A kormány június 3-án szükségállapotot hirdetett és letartóztatták Benhadzsot valamint Madanit is, akiket tizenkétéves börtönbüntetésre ítéltek. Ekkor főleg afganisztáni veteránok egy csoportja felvetette, hogy fegyveres harcot kell kezdeményezni az FLN ellen. November 28-án fegyveresek megtámadtak egy Tunézia közelében fekvő határátkelőt, ahol több sorkatonát megöltek.
1991. december 26-án lezajlott az újabb választás. Bár a FIS most kevesebb szavazatot kapott, mint 1990-ben, azonban így is fölényesen győzött az FLN ellenében és jó úton volt az abszolút többség felé a második fordulóban, amelyre január 13-án került volna sor.
Csakhogy az események teljesen más fordulatot vettek, mert Bendzsedid érvénytelenítette a választás eredményét a hadsereg és az FLN nyomására. Ezt követően az elnök lemondott, feloszlatta az országgyűlést és az állam vezetését egy öttagú testület vette át.
1992. január 11-én szükségállapotot vezetett be és több ezer embert vettek őrizetbe. Mivel a börtönök gyorsan megteltek, ezért számos letartóztatott személyt a Szaharában felállított fogolytáborokban helyeztek el. Kezdetét vette az algériai polgárháború.

## A polgárháború

### Az algériai káosz
Az új kormányzat rendőri és katonai jellegű irányítással vette át Algéria vezetését. Az Üdvfrontot betiltották, az iszlamistákat üldözték, egyes vezetőket és tagokat börtönbe vetettek, sokakat megkínoztak és/vagy meggyilkoltak. Válaszul az iszlamisták létrehozták az AIS-t, az Iszlám Üdvhaderőt és több kisebb fegyveres csoportot (többségük csak rövid ideig állt fenn), s fegyveres harcot kezdeményeztek a kormány ellen, (bizonyos részük ezt szent háború-nak azaz dzsihádnak tartotta).
A fegyveresek egy része gerillahadviselésre rendezkedett be és bevették magukat az Atlasz-hegységbe vagy a bozótosokba. A harcok elsősorban Észak-Algériát érintették, míg a ritkábban lakott szaharai területeket jórészt elkerülték. Nem sok idő telt el, s a polgárháború borzasztó mélységekbe süllyedt. 1992. június 29-én tv kamerák előtt gyilkolták meg Mohamed Boudiaf elnököt, Bendzsedid utódját. Az új elnök ekkor Ali Kafi lett.
Bár a kőolajkitermelés folytatódott, de az algériai gazdaság élelmezési szektorát rosszul érintette a konfliktus, amely humanitárius válsággal fenyegetett. 1994-ben az algíri rezsim megállapodott a Nemzetközi Valutaalappal (IMF) az adósságtörlesztés átütemezéséről, s a gazdaság további liberalizációjához még 40 milliárd frank támogatást kapott az ország. A megállapodásnak csekély eredménye volt, mivel 1994 végére Algéria gyakorlatilag elszigetelődött. Marokkó és Tunézia lezárták a határokat, valamint több légitársaság törölte itteni járatait, a külföldi hírügynökségek pedig, mint a Reuters felszámolták itteni irodáikat, amely a polgárháborúról való tényszerű hírközlést nehezítette és számos torzításra adott módot.

### A polgárháború első évei
Az Üdvhaderő lassacskán elvesztette az ellenőrzését a kisebb fegyveres csoportok felett, amelyek önmagukat önállósítva egyre kegyetlenebb eszközöket engedtek meg maguknak. 1993-tól szaporodtak a terrorista akciók és az év márciusában több értelmiségit (orvosokat, tanárokat, újságírókat) meggyilkoltak szélsőségesek, mivel a franciául tudó értelmiség szemükben a gyűlölet képével társult. Az áldozatok között volt Youcef Sebti algériai költő is.
Az ellenzéki fegyveres csoportok szaporodására válaszul a hadsereg és a kormány vidéki milíciákat hozott létre és a törzseket is felfegyverezte, akik a szélsőségesekhez hasonlóan ugyancsak saját szakállukra folytatták a háborút. Ennek következtében a kormány ellenőrzése megszűnt a falvak és a hegyvidékek felett.
Az algériai polgárháborút végig eszeveszett öldöklés jellemezte, ahol nem lehetett megkülönböztetni a szembenálló feleket. Az iszlamista fegyveres csoportok orvtámadások, merényletek és tömeggyilkosságok sorát követték el a kormány, a hadsereg és a frankofón lakosság, de főként az értelmiségiek ellen, akiket az iszlám árulóinak neveztek. Az iszlamista szélsőségesek szilárdan megvetették a lábukat a városi szegénynegyedekben, sőt a városokba vezető főutakat és más kerületeket is uralmuk alá tudtak hajtani, amelyeket szabad iszlám zónák-nak neveztek el. Itt a lakosságot rendszeresen terrorizálták, sőt élőpajzsként használták a harcokban.
Ali Benhadzs a börtönből is képes volt mozgatni a fegyveres csoportokat, buzdítva őket a dzsihádra, s önkényesen fatvát (halálos ítéletet) bocsátott ki a hitetlennek bélyegzett kormányra valamint más csoportokra is.
A vidéki milíciák az iszlamisták felkutatása céljából hajtottak végre mészárlásokat, nem mérlegelve azt, hogy ki ártatlan, csakhogy a keresett személyt vagy személyeket is megsemmisítsék.
A külföldön élő algériai ellenzék hatására a vérontásokért a külső szemlélők az algíri kormányt okolták, holott a kép ennél összetettebb és bonyolultabb volt. A kormány persze magától értetődően minden terrorcselekményt, mészárlást és bűntettet az ellenzéknek tulajdonított.
Voltak ugyan kísérletek, hogy a különböző ellenállási mozgalmak egyesítsék erőiket, de az elkülönülő szervezetek gyakran egymásra is ellenségként tekintettek, ennek megfelelően egymás ellen is támadásokat és gyilkosságokat hajtottak végre. A FIS-t, amely külföldön is tevékenykedett és különböző nyilatkozatokat adott ki titkos újságokon, röplapokon és rádiókon keresztül, a radikálisabb szemléletű csoportok iszlámellenesnek tartották.
A kormányt főleg Egyiptom és Franciaország támogatta, de a Franciaországba kivándorolt több mint egymillió algériai között is sok támogatója akadt az algíri rezsimnek. Az AIS és a többi iszlamista csoportot iszlamista arab önkéntesek segítették, továbbá az erőik magját több száz olyan algériai veterán alkotta, akik az 1980-as években megjárták Afganisztánt és harcoltak a szovjetek ellen, akik megszállva tartották az országot. Velük érkeztek egyúttal afgán önkéntesek is a közép-ázsiai országból, Dzsafar al-Afgani vezetésével. Az 1990-es évek közepe táján az egykori Jugoszláviából is több hadviselt algériai tért vissza, akik önkéntesként a boszniai háborúban vettek részt, sokuk egy ottani iszlamista jellegű szervezet, a boszniai mudzsáhid tagjaként.

### A GIA terrorja
1993-ban az AIS-szel teljesen szembe fordulva létrejött egy másik nagyobb fegyveres ellenállási szervezet, az Algériai Iszlamista Hadsereg, a GIA, így az ellenzék megosztottsága fokozódott, annak ellenére, hogy a kormány sem tudott sokat tenni az iszlamisták megfékezésére.
A csoport kezdetben az Al-Káida támogatását élvezte és fő erejét egy 2000 fős elit alakulat alkotta, amelyet részben afganisztáni veteránok (algériaiak, afgánok, egyéb arab országbeliek) képeztek, de sok volt közöttük a nem arab nemzetiségű is. A különböző háttérű csoportok eddig is torzítva értelmezték az iszlám vallást és a Koránt, ám a GIA mindegyikükön túltett. Már megalakulásától kezdve feltett szándéka volt a GIA-nak elpusztítani mind a kormányt, mind az Üdvhaderőt és a többi csoportot, kiirtani a berbereket és az algériai társadalom szekularizált részét (a berbereket azért, mert nem arabok, a civileket pedig azért, mert nem tartják be az iszlám előírásait és tilalmait). Megegyezésre, fegyverszünetre vagy párbeszédre nem voltak hajlandók, ezt jelszavukban is lefektették. A GIA vezetőségéről megjegyzendő, hogy olyan fiatalokból álltak, akik vallási oktatásban nem részesültek, csakis egyénileg ismerték meg a Koránt és az iszlám tanokat.
A GIA-nak nem volt valódi katonai stratégiája, egyetlen eszköze a terror és az öldöklés. Eszközökben és célpontokban sem válogatott, így gyakran leírhatatlan brutalitással ölt meg bárkit, akit ért. Ezt az Al-Káida, sőt maga Oszáma bin Láden is megsokkalta, ezért megvontak tőlük minden támogatást, válaszul a GIA 1994-től fellépő új vezetője, Dzsámel Zituni (aki elődjét meggyilkolva került a csoport élére) az Al-Káidát megalkuvónak nevezte és ellenségnek nyilvánította. A GIA az Algériában tartózkodó külföldieket is felszólította, hogy hagyják el az országot, ellenkező esetben le fogják mészárolni őket is. 1993 végéig a terrorista szervezet 26 külföldi állampolgárt meggyilkolt, a többi a beváltott fenyegetések hatására elhagyta Algériát. A szervezet később már csakis algériaiakat tartott meg a soraiban, nehogy a külföldi tagok kisajátítsák az algériai forradalmat.
A GIA az algériai polgárháborút az országhatáron túlra is igyekezett kiterjeszteni és 1995-től Nyugat-Európában kezdett terrortámadásokba. Ezek közül a legnagyobb, a párizsi Port-Royal-des-Champs Abbey metróállomáson elkövetett pokolgépes merénylet volt 1996. december 3-án, amely 9 ember életét követelte és 2015-ig a legsúlyosabb franciaországi terrortámadásnak számított.

### A polgárháború vége
Idővel a szembenálló felek ereje elapadt, ugyanakkor az embertelen kegyetlenségei miatt a teljes társadalom a GIA ellen fordult. A FIS és az AIS pozíciói olyannyira meggyengültek a GIA-val szemben, hogy előbbi megpróbált összefogni a többi ellenzéki csoporttal, hogy szembe szállhasson a rá is veszélyes terrorszervezettel. A FIS a kormánnyal is kereste a megállapodás lehetőségét. Sokak meglepetésére az addig harciasan szónokló Belhadzs is támogatta a békés megegyezést.
A GIA terrorja az általuk uralt iszlám zónákban súlyos körülményeket idézett elő. Ugyan ezen zónákon belülre került üzletemberek és tulajdonosok eleinte pénzzel támogatták a GIA-t, mivel bosszút akartak állni a kormányon, amiért elnyomta a FIS-t, de idővel a GIA minél több és több pénzt zsarolt ki belőlük önkéntes adó címén. A fenntarthatatlanná váló életkörülmények miatt sokan, akik tudtak elmenekültek a GIA zónáiból, amely meggyengítette a szervezetet.
A FIS és a kormány közötti tárgyalások 1995-ben megszakadtak. A kormány november 16-rá új választásokat írt ki, amit a GIA újabb terrortámadásokkal akart ellehetetleníteni. A választások győztese Liamine Zéroual volt honvédelmi miniszter lett, aki a szavazatok 60%-át szerezte meg, de az eredményt a legtöbben vitatták. A választások után a FIS ismét békülékenyen hanggal próbált közeledni a kormány felé, amit az AIS és más csoportok sérelmeztek. Zéroual ráadásul az 1996-ban bevezetett új alkotmánnyal leginkább az elnöki hatalmat igyekezett megerősíteni, amit egy újabb, szintén vitatható eredménnyel végződő népszavazással erősítették meg. Zéroual az 1997. évi algériai választásokat is jelentős többséggel nyerte meg és más frakciókkal karöltve alakított koalíciós kormányt.
Míg a kormányellenes csoportok, beleértve a GIA-t is, gyengültek, addig a kormány oldalán harcoló fegyveres milíciák erősödtek, ami a legkevésbé sem jelentette, hogy a polgárháború akár 1996-ban véget érhet. A milíciák erősödése (akiket az algériai hadsereg képzett ki a vidéken tevékenykedő gerillák elleni harcra) az 1997-ben és 1998-ban elkövetett nagy mészárlásokkal járt együtt, mivel ezek a félkatonai erők csakis saját belátásuk szerint jártak el, s nem működtek együtt a reguláris csapatokkal.
A GIA 1998-ban, Zituni halálát követően átszerveződött és új nevet, a Szalafista Csoport az Imáért és a Harcért (GSPC) vette fel, melynek új vezére Hasszán Hatab lett. Támadásaik intenzitása azonban csökkent.
Az 1997-es választásokat követően az új koalíciós kormány is engedményeket tett a FIS-nek. Az egyik FIS vezetőt, Abdelkader Hakanit szabadon engedték, míg Abasszi Madani háziőrizetbe került.
Az AIS tarthatatlan helyzetben találta magát, mert egyszerre kellett háborúznia a kormánnyal és a GIA-val. Az AIS vezetői ráadásul attól tartottak, hogy a csoportot a GIA merényleteivel is összefüggésbe hoznák, ezért az AIS-t irányító Madani Mezrag 1997 őszén egyoldalú tűzszünetet hirdetett, hogy így mutassák meg, a merényleteket és gyilkosságokat a GIA és nem AIS követi el. Ali Belhadzs is felszólított a másik oldalon hasonló tűzszünet kezdeményezésére. A következő három évben, mind az AIS, mind a FIS tárgyalóasztalhoz ült a kormánnyal.
Eközben az Európai Unión is erősödött a nemzetközi nyomás, hogy cselekedjen az algériai polgárháború lezárása érdekében. Az algíri kormány 1999-re a városokban normalizálta a helyzetet és megerősödött a biztonság, de a vidéki területeken és a hegyekben még mindig sok volt a fegyveres csoport. Az április 15-én megtartott új országgyűlési választásokat Abd el-Azíz Buteflíka nyerte, noha vitákat szült az általa elért 74%-os eredmény. Buteflíka folytatta a tárgyalásokat az AIS-szal, amely június 5-én elvben beleegyezett abba, hogy feloszlatja magát, így az elnök amnesztiát adott bebörtönzött iszlamista ellenállónak. 1999. szeptember 16-án újabb amnesztiatörvényt léptettek életbe, amellyel a FIS nem volt elégedett, s bírálta az AIS-t, amiért anélkül adta fel a harcot, hogy több alapvető problémát is megoldottak volna. A FIS-t eközben nagy csapás érte, mert fő szószólójukat, Abdelkader Hakanit november 22-én egy merényletben meggyilkolták.
A gazdasági helyzet javulni látszott a 2000-es évek elejére, köszönhetően az emelkedő kőolaj- és földgázáraknak. Az AIS 2000. január 11-én, egy újabb amnesztiamegállapodást követően teljesen feloszlott, s FIS-nek is, megfelelő erő híján meg kellett szüntetnie a fegyveres szárnyát. Egyedül a GSPC harcolt tovább, de egy katonai akcióban a hadsereg elemi csapást mért a terrorszervezetre és ettől kezdve már csak néhány fanatikusan eltökélt tagjuk maradt, akik folytatták a támadásokat. 2007-ben maradékuk egyesült az Al-Káidával és a mai napig annak szárnya alatt követnek el terrorcselekményeket Algériában és több másik észak-afrikai és nyugat-afrikai országban, életben tartva a konfliktust, amely az ún. magrebi felkelés formájában folytatódik tovább napjainkig.

## A polgárháború áldozatai
A legkisebb becslés 44 ezer főre teszi az algériai polgárháború halálos áldozatainak számát. Más vélemények szerint ez a szám a 200 ezret is elérheti.
A háború alatt az iszlamista szélsőségesek 70 újságírót gyilkoltak meg és több mint 100 külföldi állampolgár is életét vesztette, köztük hét francia keresztény szerzetes. Ezen gyilkosság legfőbb elkövetői a GIA terroristák voltak. A biztonsági erőknek bevett módszere volt még, hogy az ellenzéki csoportok közé beszivárogva követtek el gyilkosságokat, amelyek közül némelyiket aztán az iszlamistákra fogtak rá. 1994. március 10-én több mint 1000 fogvatartott iszlamista szökött meg a Tazoult börtönből és csatlakozott a kormányellenes gerillákhoz. Több olyan vélemény van, melyek szerint a szökéseket a DRS tette lehetővé, csakhogy embereik beépülhessenek a GIA soraiba.
A civilek élőpajzsként történő felhasználásakor gyakorta bevett módszer volt gyerekeket használni erre a célra, ezért a konfliktusnak nagyon sok gyermekáldozata volt, más gyerekeket pedig katonai szolgálatra soroztak be az iszlamista fegyveresek. Léteznek jelentések, amelyek szerint a kormányerők is alkalmaztak gyerekkatonákat.

### Mészárlások
1997 és 1998 között több nagy mészárlás folyt az algériai polgárháborúban, amelyek elsősorban a vidéki falvakat érintették. Olykor egész településeket irtottak ki módszeresen, s nem voltak tekintettel az áldozatok nemére vagy korára. Míg az iszlamista szélsőségesek a kabil népcsoportot célozták meg, a kormányerők azokban a falvakban hajtottak végre vérengzéseket, ahol 1991-ben a FIS-nek határozottan nagy volt a támogatottsága. Ez történt 1997-ben Raisz és Bentalha településeken (lásd: bentalhai mészárlás), Algírtól délre. A történtek után a helyszínre érkező külföldi megfigyelőket sokkolták a látottak: a terhes nők hasát felvágták, gyerekeket csaptak a falhoz, a férfiak csontjait ripityára törték, míg az életben maradt fiatal nőket szolgaságba hurcolták.
Az Amnesty International és a Human Rights Watch jelentései szerint azok a falvak, ahol a bűntetteket a civil milíciák vagy ellenzéki fegyveresek követték el, nem egy esetben közel feküdtek a katonai bázisokhoz, de az ott állomásozó katonaság nem tett semmit annak érdekében, hogy megakadályozza a vérfürdőt. Habib Szuaidia állítása szerint, aki maga is tagja volt a biztonsági erőknek és külföldre menekült, egyes vérengzéseket a biztonsági erők vagy a DRS követték el. Vannak, akik feltételezik, hogy a kormány titokban együttműködött egy-egy alkalommal a GIA-val is és segítette olyan tömeggyilkosságok elkövetésében, amiket a terrorszervezet FIS szimpatizánsok ellen hajtott végre.

## A berberek és a polgárháború
A kabil kisebbség már 1990-től részt vett az algériai demonstrációkban, követelve nyelvi és nemzetiségi jogaik elismerését, anyanyelvű oktatást és parlamenti képviseletet. 1990. január 25-én 50 ezer berber tüntetett a kabil nyelv bevezetéséért az algériai egyetemeken, ami néhány szervezet részéről rosszallást váltott ki. A rá következő hónapokban is több tízezren demonstráltak a kormány erőszakos fellépései miatt.
A kabil követeléseket a Kollektív Mozgalom a Kultúráért és Demokráciáért (röviden RCD) támogatta, s ezért szintén az iszlám fundamentalisták célpontjába került, akik 1990 júliusában megtámadták a pártirodákat és megpróbálták elzavarni a berber nemzetiségű demonstrálókat is.
A FIS részéről Ain Taya-ban, a FIS egyik vezetője szeptemberben kijelentette, hogy dzsihádot kell indítani a kabilok ellen és egy részüket ki kell irtani, mert eltávolodtak az iszlámtól. Sadli Bendzsedid szintén elfogadta azt a törvényt, amely az arabot tette Algéria kizárólagos nyelvévé, ez pedig újabb tiltakozásokat szült a kabilok között.
A fundamentalisták rengeteg berberellenes akciót hajtottak végre már 1990-ben. 1991. április 25-én 200 szélsőséges kabilokat akart megkövezni, mert koncertet tartottak, ahol a saját nyelvükön énekeltek. Június 10-én a hatóságok akadályozták meg, hogy fegyverekkel támadjanak meg egy hasonló koncertet.
1992 elejétől a berberek is egyre jobban tiltakoztak a FIS ellen. 1993-ban a szélsőségesek meggyilkoltak egy franciául alkotó berber írót is.
A polgárháború alatt fennálló kormányok többnyire nem foglalkoztak a berberek nemzetiségi jogaival, ezért a kabilok 1993-tól 1999-ig gyakran tüntettek az arab nyelv egyeduralma ellen, amivel szemben a kormány sokszor erőszakosan lépett fel. Algériában ekkoriban fokozódott a berber kultúra és nyelv elnyomása, amiért a kabilok az iszlám fundamentalizmus felemelkedését okolták.
A kabilok fegyveres milíciákat is létre kellett, hogy hozzanak a szélsőségesek fenyegetései miatt, akik gyakran tettek olyan kijelentést, amely szándékosan népirtást helyezett kilátásba a berber régiókban. 1994. szeptember 26-án elrabolták Lounès Matoub kabil énekest, s felszólítanak arra, hogy az eretnek berberek térjenek meg, hagyják el nyelvüket és váljnak mind nyelvükben, mind szokásaikban arabokká. Október 10-én Lounes kiszabadult a fogságból, ám hat nappal később Algírban egy újságírót az otthona előtt meggyilkoltak, aki berber nyelvű rádiós adásokat készített.
1995. február 6-án a kabilok lakta Tizi Ouzou városában, egy kávézóban két embert gyilkoltak meg az iszlamisták, egy másik kávézót pedig felrobbantottak. Február 15-én a berber női szövetség helyi elnöke lesz merénylet áldozata.
Március 22-én a kabil fegyveresek a rájuk támadó iszlamisták közül hetet lelőttek egy faluban. Áprilisban a kormány próbált egyezségre jutni a kabil vezetőkkel, hogy engedélyeznék anyanyelvük oktatását a helyi általános iskolákban. Május 28-án további előrelépés történt az ügyben, amikor főbiztost neveztek ki a berber nyelv bevezetésére az iskolákban.
Augusztus 13-án a rasszista iszlamista szélsőségesek meggyilkolnak egy berber énekest és feleségét: az áldozatokat előbb agyonlövik, majd átvágják a torkukat, jelezve ezzel a nem arab nyelv iránti gyűlöletüket.
1998-ban Párizsból felszólították az algíri kormányt, hogy helyezze hatályon kívül a Bendzsedid által elfogadott törvényt, amely az arab nyelvet jelöli meg Algéria kizárólagos nyelvének. Június 25-én az egyszer már elrabolt Matoubot a szélsőségesek ezúttal meggyilkolják június 25-én. Halála miatt a berberek tiltakoztak az iszlamisták, a kevésbé radikális iszlamista frakciók, a kormány és a hátrányos intézkedések ellen is június 28-án.
1998 második felétől a berberek egy része szintén radikális eszközökhöz akart nyúlni, s létrehozta a Berber Fegyveres Mozgalm-at (röviden MAB), amely kész lett volna az iszlamistákhoz hasonlóan terrorista módszerekkel élni.
Megjegyzendő, hogy akadtak kabilok jelentős számmal a szélsőséges iszlamisták között is, de ők elhagyták az ősi identitást és az erőszakos, bármi áron történő arabosítás mellett álltak ki. Hasszán Hatab szintén kabil nemzetiségű volt.
A kormánycsapatok mészárlásaik során a kabil falvakat sem kímélték, ahol jelentések szerint egyes áldozatok hasát fúróval nyitották fel. Szintén az algériai hatóságok végeztek 2001 áprilisában egy diákkal Beni Doualában. A kibontakozó felkelés (a fekete tavasz) során közel 200 kabil vesztette életét.

## Az algériai polgárháború hasonlóságai az Arab tavasszal
Az első legfőbb hasonlóság az arab tavasz és az algériai polgárháború között az eseményeket megelőző komoly politikai-gazdasági válságok voltak, amelyek hozzájárultak a konfliktusok kirobbanásához. Az utcára vonuló tömegeket mindegyik esetben a már régóta, politikai vetélytársak nélkül regnáló hatalmi elit távozását akarták elérni, mely nem akart vagy nem tudott megfelelő reformokat végrehajtani. Miután a kormányok nem tudtak mit kezdeni a megmozdulásokkal, ezért jelentős engedményekre kényszerültek. Az arab tavasz esetében rendre megbuktak az adott országok (Tunézia, Egyiptom, Líbia) vezetői, látszólag tehát úgy tűnt győzött az arab tavasz, ahogy az algériai fekete október áldozatai sem mutatkoztak eleinte hiábavalónak.
Azonban csakhamar bebizonyosodott, hogy a színre lépő új politikai erők megosztottsága és súlyos gyengeségei. Ez okozta a polgárháború kirobbanását Algériában és vezetett szintén véres, néhol máig tartó polgárháborúkhoz több arab országban az arab tavasz után (lásd: szíriai polgárháború, jemeni polgárháború, második líbiai polgárháború, iraki polgárháború).
Algériában etnikai színezetet is nyert a konfliktus (berber-arab konfliktusok), s ugyanez történt az arab tavaszt követő polgárháborúk némelyikében (a szíriai és iraki kurdok jogainak kérdése). Mind Algéria, mind az említett Líbia, Szíria, Irak és Jemen esetében is akadtak bőven külső támogatók nagyhatalmak, terrorista szervezetek és külső önkéntesek részéről. Ez az arab tavasz esetében sokkal meghatározóbb volt. Az algériai polgárháború kihatott az európai kontinensre is (elsősorban Franciaországra), míg az arab tavasz egy sokkal nagyobb válságfolyamatot indított el, többek között a migrációs válságot, amely Európa legtöbb országát érintette. Szintén történtek terrortámadások, de számszerűleg jóval több és nemcsak nyugat-európai, de közép- és dél-európai országokban is (Franciaországon kívül Németországban, Ausztriában, Olaszországban, Belgiumban, Hollandiában, Spanyolországban és az Egyesült Királyságban).